# Fußball-Oberliga 2007/08
Die Saison 2007/08 der Oberliga war die 14. und letzte Saison der Oberliga als vierthöchste Spielklasse im Fußball in Deutschland nach Einführung der zunächst viergleisigen – später drei- und zweigleisigen – Regionalliga als dritthöchste Spielklasse zur Saison 1994/95.

## Oberligen
- Oberliga Baden-Württemberg 2007/08
- Bayernliga 2007/08
- Oberliga Hessen 2007/08
- Oberliga Nord 2007/08
- Oberliga Nordost 2007/08 in zwei Staffeln (Nord und Süd)
- Oberliga Nordrhein 2007/08
- Oberliga Südwest 2007/08
- Oberliga Westfalen 2007/08

## Reform der Oberliga
Durch die Einführung der 3. Liga zur Saison 2008/09 wurde auch die Oberliga in Teilen reformiert. So wurden die Oberliga Nord, Oberliga Nordrhein und Oberliga Westfalen zum vorerst letzten Mal in dieser Form ausgetragen. Die Oberliga Nord wurde in vier Oberligen der Fußballverbände Niedersachsen, Hamburg, Schleswig-Holstein und Bremen aufgeteilt. Der Westdeutsche Fußball- und Leichtathletikverband mit den Fußballverbänden Westfalen, Niederrhein und Mittelrhein gründete die NRW-Liga. Die Oberliga Hessen firmierte ab der folgenden Saison unter dem Namen Hessenliga.
Die folgende Tabelle stellt den Verbleib der Mannschaften nach der Saison im Detail dar:
| Oberligen in der Saison 2007/08    | Planmäßiger Verbleib der Oberliga-Mannschaften in der Saison 2008/09 | Planmäßiger Verbleib der Oberliga-Mannschaften in der Saison 2008/09 | Planmäßiger Verbleib der Oberliga-Mannschaften in der Saison 2008/09 | Planmäßiger Verbleib der Oberliga-Mannschaften in der Saison 2008/09 | Planmäßiger Verbleib der Oberliga-Mannschaften in der Saison 2008/09 | Planmäßiger Verbleib der Oberliga-Mannschaften in der Saison 2008/09 | Planmäßiger Verbleib der Oberliga-Mannschaften in der Saison 2008/09 |
| Oberligen in der Saison 2007/08    | Regionalliga-Qualifikanten                                           | Regionalliga-Qualifikanten                                           | Qualifikanten für die Oberligen                                      | Qualifikanten für die Oberligen                                      | Qualifikanten für die Oberligen                                      | Absteiger in die sechstklassigen Ligen                               | Absteiger in die sechstklassigen Ligen                               |
| ---------------------------------- | -------------------------------------------------------------------- | -------------------------------------------------------------------- | -------------------------------------------------------------------- | -------------------------------------------------------------------- | -------------------------------------------------------------------- | -------------------------------------------------------------------- | -------------------------------------------------------------------- |
| Oberliga Baden-Württemberg 2007/08 | 4 für die Regionalliga Süd                                           | 4 für die Regionalliga Süd                                           | 12 für die Oberliga Baden-Württemberg                                | 12 für die Oberliga Baden-Württemberg                                | 12 für die Oberliga Baden-Württemberg                                | 2 in die drei Verbandsligen                                          | 2 in die drei Verbandsligen                                          |
| Bayernliga 2007/08                 | 5 für die Regionalliga Süd                                           | 5 für die Regionalliga Süd                                           | 10 für die Bayernliga 2008/09                                        | 10 für die Bayernliga 2008/09                                        | 1 Relegation                                                         | 1 Relegation                                                         | 2 in die drei Landesliga-Staffeln                                    |
| Oberliga Hessen 2007/08            | 4 für die Regionalliga Süd                                           | 4 für die Regionalliga Süd                                           | 12 für die Hessenliga                                                | 12 für die Hessenliga                                                | 12 für die Hessenliga                                                | 2 in die drei Verbandsliga-Staffeln                                  | 2 in die drei Verbandsliga-Staffeln                                  |
| Oberliga Nord 2007/08              | 5 für die Regionalliga Nord                                          | 1 Qualifikation                                                      | 1 Qualifikation                                                      | 12 in die Ligen HB, HH, NI-W, NI-O und SH                            | 12 in die Ligen HB, HH, NI-W, NI-O und SH                            | —                                                                    | —                                                                    |
| Oberliga Nordost 2007/08           | 7 für die Regionalliga Nord                                          | 7 für die Regionalliga Nord                                          | 23 in die jeweilige Oberliga-Nordost-Staffel                         | 23 in die jeweilige Oberliga-Nordost-Staffel                         | 23 in die jeweilige Oberliga-Nordost-Staffel                         | 2 in die Verbandsligen                                               | 2 in die Verbandsligen                                               |
| Oberliga Nordrhein 2007/08         | 4 für die Regionalliga West                                          | 4 für die Regionalliga West                                          | 7 für die NRW-Liga                                                   | 7 für die NRW-Liga                                                   | 7 für die NRW-Liga                                                   | 7 in die Mittel- und Niederrheinliga                                 | 7 in die Mittel- und Niederrheinliga                                 |
| Oberliga Südwest 2007/08           | 4 für die Regionalliga West                                          | 4 für die Regionalliga West                                          | 12 für die Oberliga Südwest                                          | 12 für die Oberliga Südwest                                          | 12 für die Oberliga Südwest                                          | 2 in die drei Verbandsligen                                          | 2 in die drei Verbandsligen                                          |
| Oberliga Westfalen 2007/08         | 4 für die Regionalliga West                                          | 4 für die Regionalliga West                                          | 7 für die NRW-Liga                                                   | 7 für die NRW-Liga                                                   | 7 für die NRW-Liga                                                   | 7 in die beiden Westfalenliga-Staffeln                               | 7 in die beiden Westfalenliga-Staffeln                               |

Der BV Cloppenburg aus der Oberliga Nord nahm 2008/09 abweichend an der viertklassigen Regionalliga West teil. Durch den Tausch hatten alle drei neuen Regionalligen 18 Vereine.

## Aufstieg zur Regionalliga Nord

### Oberliga Nord
Durch einen freien Startplatz spielten der Tabellensiebte und -neunte der Oberliga Nord, der VfB Oldenburg und der FC Oberneuland, der Meister der Hamburg-Liga, der SC Victoria Hamburg sowie die beiden Staffelmeister der Fußball-Oberliga Niedersachsen, der VfL Oldenburg und der MTV Gifhorn, die in einer Einfachrunde gespielt wurde, einen weiteren Aufsteiger aus. Die Partie zwischen dem VfL Oldenburg und dem MTV Gifhorn markierte das Entscheidungsspiel um die Niedersachsenmeisterschaft.
Der Meister der Verbandsliga Schleswig-Holstein, die zweite Mannschaft von Holstein Kiel, verzichtete auf die Teilnahme, da die erste Mannschaft bereits für die Regionalliga qualifiziert war und somit keine Aufstiegsrecht bestand. Der Meister der Verbandsliga Bremen, der FC Bremerhaven, erhielt keine Lizenz für die Regionalliga, so dass Oberneuland als Neunter der Oberliga nach einer Entscheidung des Landesverbandes als Bremer Vertreter in die Aufstiegsrunde nachrückte. Ebenso erhielt der TuS Heeslingen als Sechster der Oberliga Nord keine Regionalliga-Lizenz, wodurch der Tabellensiebte VfB Oldenburg nachrückte.
Der Gruppensieger FC Oberneuland setzte sich aufgrund der höchsten Punktzahl gegen die vier anderen Bewerber durch und schaffte den Aufstieg in die Regionalliga, während die beiden anderen Mannschaften in der folgenden Saison in der Oberliga spielten.
| Pl. | Verein              | Sp. | S | U | N | Tore    | Diff. | Punkte |
| --- | ------------------- | --- | - | - | - | ------- | ----- | ------ |
| 1.  | FC Oberneuland      | 4   | 3 | 1 | 0 | 021:700 | +14   | 10     |
| 2.  | VfL Oldenburg       | 4   | 1 | 2 | 1 | 007:600 | +1    | 05     |
| 3.  | VfB Oldenburg       | 4   | 1 | 2 | 1 | 005:700 | −2    | 05     |
| 4.  | SC Victoria Hamburg | 4   | 1 | 1 | 2 | 006:110 | −5    | 04     |
| 5.  | MTV Gifhorn         | 4   | 1 | 0 | 3 | 006:140 | −8    | 03     |

| Datum |                     | Ergebnis     |                     |
| ----- | ------------------- | ------------ | ------------------- |
| 4.6.  | VfB Oldenburg       | 1:1 (0:1)    | VfL Oldenburg       |
| 4.6.  | FC Oberneuland      | 7:2 (2:0)    | MTV Gifhorn         |
| 8.6.  | SC Victoria Hamburg | 1:1 (0:0)    | VfB Oldenburg       |
| 8.6.  | VfL Oldenburg       | 2:2 (0:0)    | FC Oberneuland      |
| 11.6. | MTV Gifhorn         | 1:3 (1:1)    | SC Victoria Hamburg |
| 11.6. | VfB Oldenburg       | 1:5 (0:2)    | FC Oberneuland      |
| 15.6. | VfL Oldenburg       | 12:3 (1:1) 1 | MTV Gifhorn         |
| 15.6. | FC Oberneuland      | 7:2 (3:1)    | SC Victoria Hamburg |
| 18.6. | MTV Gifhorn         | 0:2 (0:0)    | VfB Oldenburg       |
| 18.6. | SC Victoria Hamburg | 0:2 (0:0)    | VfL Oldenburg       |

### Oberliga Nordost
Die Austragung der Aufstiegsspiele zwischen den Viertplatzierten der beiden Staffeln der Oberliga Nordost fanden am 15. und 21. Juni 2008 statt, wobei der Vertreter der Nord-Staffel im Hinspiel Heimrecht besaß, der Vertreter der Süd-Staffel im Rückspiel. Zunächst hatte der Nordostdeutsche Fußballverband die Relegationsspiele bereits eine Woche früher angesetzt, aufgrund der zu diesem Zeitpunkt noch ausstehenden Lizenzerteilung für die Regionalliga durch den Deutschen Fußball-Bund wurden diese jedoch verschoben, um sie bei möglichen Lizenz-Verweigerungen mit nachrückenden Mannschaften durchzuführen. Die auch sportlich qualifizierten Greifswalder SV und der FC Sachsen Leipzig bestritten schließlich die Relegationsspiele, wobei Leipzig das Hinspiel in Greifswald mit 4:2 gewinnen konnte, so dass ein 2:2 im Rückspiel den Aufstieg der Sachsen bedeutete.
| Datum     |                 | Gesamt |                    | Hinspiel  | Rückspiel |
| --------- | --------------- | ------ | ------------------ | --------- | --------- |
| 15./21.6. | Greifswalder SV | 4:6    | FC Sachsen Leipzig | 2:4 (0:2) | 2:2 (2:2) |